# 愛人萌子 性生活
『愛人萌子 性生活』（あいじんもえこ せいせいかつ）は、2006年10月（キネマ旬報調べでは9月20日）に公開されたピンク映画作品である。R-18指定。倒産ですべてを失った初老の男性とキャバクラ嬢の、セックスに耽溺する日々を描く。
製作は『迷宮課刑事おみやさん』『豆腐屋直次郎の裏の顔』などのテレビドラマを手掛けたスタッフアズバーズ、脚本はテレビドラマ・オリジナルビデオ・映画で活躍し、格闘漫画『軍鶏』の原作者でもある橋本以蔵、監督は日活出身で『北アルプス山岳救助隊・紫門一鬼』シリーズでお馴染みの北畑泰啓が手掛けるなど、日活ロマンポルノ以外のポルノ映画としては異例の一般向け作品のスタッフが多数参加。出演し、モノローグも担当しているなかみつせいじは、Xces Film以外にも数多く出演しているピンク映画男優のベテランである。
なお、作中に登場する映画館として、Xces Filmの上映館である「シネロマン池袋」がロケ地となった。また、作品中で上映されているピンク映画には、この作品のプロデューサーである工藤雅典が監督した『昭和の女 団地に棲む人妻たち』（2006年、Xces）が起用されている。

## 登場人物
- 萌子 - 葵あげは
- 森下寛三 - なかみつせいじ
- 永山 - 石川雄也
- 映画館の女 - 水原香菜恵
- 映画館の観客たち - 深沢和明、岡田智宏、甲斐太郎、竹本泰志

## スタッフ
- 製作 - 稲山悌二
- プロデューサー - 工藤雅典
- 脚本 - 橋本以蔵
- 音楽 - たつのすけ、関口雄弘
- 撮影 - 鈴木耕一
- 録音 - シネキャビン
- 編集 - 三條知生
- 照明 - 小中健二郎
- 助監督 - 十文字浩二
- 現像 - 東映ラボ・テック
- 製作会社：（株）スタッフアズバーズ[2]
- 監督 - 北畑泰啓

## ストーリー
東京都内のあるピンク映画館。いつものように映画を見ている男達の前に、露出的な服装の痴女が現れる。ポップコーンを食べつつ、男達に身体を弄らせる女を、森下寛三（なかみつ）はジーッと眺めていた。思わず興奮し、自慰するために森下が便所に行くと、そこにはあの女がいた。女の名は萌子（葵）。森下と萌子は便所のコンパートメントで互いに貪り合った。すべては森下と萌子が企んだプレイだった。
数ヶ月前に森下は自分の会社を倒産させた。そして、妻も家を出ていってしまった。森下は、妻や管財人、債権者の目を掻い潜り隠してあった金でキャバクラ通いを始めた。全てを失い、それ故に開放感すら覚えていた森下の前に、一人のキャバクラ嬢が現われる。萌子だった。森下と萌子は飽きる事無くセックスに耽った。シャワー室、トイレ、差し押さえを逃れた森下の工場兼自宅……普通のセックスに飽き足らない二人は、次第に過激なプレイに興じていった。今の森下にとって、萌子が全てだった。
そんなある日、森下と萌子は夜道でフリーターだという永山（石川）を飲みに誘う。そして、二人はうだつの上がらない風情の永山を連れて森下の自宅に帰る。永山を交えての3Pに、ややマンネリになっていた森下は新鮮味を感じていた。だが、翌朝、昨晩限りであったはずの永山が、萌子と一緒に台所にいるではないか。森下は永山に早く出て行って欲しいと思っていた。せっかく掴んだ萌子との生活を、他人にぶち壊しにして欲しくなかった。
永山を含めての3人の朝食。森下は萌子が作った味噌汁を飲んだ途端、身体に異変を感じた。全身が痺れて動けなくなり、その場に倒れる森下。萌子と永山が一服盛ったのである。萌子は、瀕死の森下に見せ付けるように、永山とセックスを始める。森下の胸中に萌子を奪われた怒りと悔しさがこみ上げる。と同時に、二人の痴態にどうしようもない興奮と快感を覚えていた。やがて、森下は意識が混濁していった……
森下は自宅に入り込んだホームレスに助けられ、奇跡的に一命を取り留めた。だが、その場にはすでに萌子も永山もいなかった。
今、ピンク映画館の暗がりで露出的な服装で挑発し、男達に身体を弄ばせる痴女（水原）が現われた。だが、森下はその痴女が萌子でない事に気づくなり興味を失った。森下は、萌子との日々を懐かしみ、萌子を探し続けている。